# Hans Andrias Djurhuus
Hans Andrias Djurhuus, egentlig Hans Andreas Djurhuus, almindeligvis forkortet til Hans A. Djurhuus (født 20. oktober 1883, død 6. maj 1951) var en færøsk lærer og digter. Han er kendt for sine fædrelandssange, men måske især for sine børnesange.

## Biografi
Hans Andrias var født i Tórshavn, i Áarstovu, som søn af Óla Jákup Djurhuus og Else Marie (født Poulsen fra Hósvík). Hans to år ældre bror Janus Djurhuus blev også en berømt færøsk digter, men på en anden måde. Man siger, at Janus er den mest respekterede digter på Færøerne, mens Hans Andrias stadig er den folkekæreste. Han var gift med Jutta Ziska fra København. Efter hendes død giftede han sig med Petra Petersen fra Nólsoy.
Som mange af sine landsmænd stod han som fisker til søs på en slup. Det var inspiration nok til hans første sange om havet. Efter lærereksamen i 1905 blev han lærer i Klaksvík, Tórshavn, Sandavágur (1909-1916) og Tvøroyri (1916-1919). Fra 1919 indtil sin død 1951 var han docent på lærerskolen i Tórshavn.
Ligesom sin bror Janus regnes Hans A. Djurhuus blandt de førende digtere på Færøerne. I modsætning til den klassiske filolog Janus var Hans Andrias' sprog dog let forståeligt. Begge brødre var ivrige forkæmpere for nationalbevægelsen, men Janus' fædrelandskærlighed var problemfyldt, fordi han ofte betragtede sine landsmænd som svage. Hans A. Djurhuus' patriotisme var derimod ukompliceret og umiddelbar.
I 1905 debuterede han med Hin gamla søgan (Den gamle historie). Meget populære blev hans børnesange, som han skrev i tidsrummet fra 1915 til 1919 til ungdomsbogserien Varðin. For 50 år siden var de Færøernes første og eneste børnesange, og de er stadig en del af den færøske kulturarv. Regin Dahl komponerede melodier til dem, og især Annika Hoydals plade Til børn og vaksin (Til børn og voksne) med disse stykker er siden 1975 blevet en færøsk klassiker.
Hans A. Djurhuus skrev ikke blot digte for børn og voksne, men også prosaværker, nogle skuespil, noveller og skolebøger.

## Embeder og æresbevisninger
Han var yderst engageret i det færøske samfund . Han var bl.a.:
- Formand for Føroya Forngripafelag (Færøernes Museumsforening).
- Formand for Færøernes Nationalbibliotek.
- Formand for Barnahjálpargrunnin (Børnehjælpsfonden).
- Formand for Havnar Sjónleikarafelag (Tórshavn Skuespillerforeningen).
- Æresmedlem i Føroyingafelag (Færingerforeningen).
- Æresmedlem i Føroya Lærarafelag (Færøernes Lærerforening).
- Æresmedlem i Havnar Klubba ("Tórshavn Club").
- Udgiver af litteraturtidsskriftet Varðin (1944-51).
- Ridder af St. Ólavskorset af første klasse.
- Æret med et frimærke 1984.

## Værker
Hans A. Djurhuus værker er, med få undtagelser, ikke oversat til noget andet sprog.
- Hans A. Djurhuus: Ritsavn; illustrationer ved William Heinesen. Tórshavn: H.N. Jacobsens Bókahandil, 1952-1958 – 7 bind (samlede værker)

### Digtsamlinger
- 1905: Hin gamla søgan
- 1915: Barnarímur ("Børnerim")
  - Barnarímur. Illustrationer ved Elinborg Lützen. Tórshavn: Bókadeild Føroya Lærarafelags, 2000 – 89 s. (5. opl.) ISBN 99918-1-237-7
- 1916: Hildarljóð
- 1922: Søgumál. Tórshavn: Felagið Varðin – 126 s.
- 1925: Sjómansrímur
  - Regin Dahl: 16 sjómansrímur eftir H.A. Djurhuus; kompositioner: Kristian Blak (1. og 2. part) og Pauli í Sandagerði (3. part); nodeskrift: Hans Jacob Egholm; indbinding: Janus Kamban; illustrationer: Anna Maria Dahl. – Tórshavn: Orð og Løg, 1993. (16 sømandssange efter H.A. Djurhuus, nodeheft)
- 1932: Halgiljóð. Tórshavn: Varðin – 52 s.
- 1934: Morgun- og kvøldsálmar ("Morgen- og aftensalme")
- 1934: Undir víðum lofti. Tórshavn: Varðin – 415 s. (udvalgt digte)
  - Undir víðum lofti Egið forlag, 1970 – 274 s.
- 1936: Yvir teigar og tún. Tórshavn: Varðin – 345 s. (udvalgt digte)
- 1936: Havet sang
  - 1936: Havet song. nynorsk omsetjing utgitt av Gyldendal norsk forlag

### Skuespil
- 1908: Marita
- 1917: Annika
- 1930: Álvaleikur
- 1930: Eitt ódnarkvøld
- 1933: Traðarbøndur
- 1935: Ólavsøkumynd
- 1936: Løgmansdótturin á Steig
- 1947: Leygarkvøld í Bringsnagøtu
  - Eitt leygarkvøld í Bringsnagøtu : dreymaleikur Tórshavn: Varðin, 1947 – 61 S.

### Forskellige værker
- 1922: Eitt ár til skips ("Et år om bord" – noveller og eventyr)
- 1922: Barnabókin ("Børnebogen")
  - 1927: Barnabókin, økt útgáva
  - Barnabókin. Tórshavn: H.N. Jacobsen, 1970 – 66 s. (7. opl.)
- 1924: Føroya søga. Eitt stutt yvirlit. Tórshavn: Felagið Varðin – 59 S. ("Færøernes historie. Et kort overblik")
  - 1952: Føroya søga, økt útgáva
  - Føroya søga. Tórshavn: H. N. Jacobsen, 1963 – 69 s. (3. opl.)
- 1927: Beinta (novelle efter sagnet om Beinta Broberg, også kendt som romanfigur Barbara nogle år senere ved Jørgen-Frantz Jacobsen)
- 1929: Ævintýr; Tórshavn – 131 s. (eventyr)
- 1950: Í mánalýsi (jubilæumsskrift)
- Fyrisagnir til skúlabrúks. – Tórshavn: Føroya skúlabókagrunnur, 1975 – 39 s. (diktater for skoleundervisning i færøsk)